# El rostro de Analía
El rostro de Analía es una telenovela estadounidense, producida por Telemundo Studios para Telemundo entre los años 2008 y 2009. 
Protagonizada por Elizabeth Gutiérrez y Martin Karpan; y con las participaciones antagónicas de Maritza Rodríguez, Gabriel Porras y Zully Montero.Cuenta con las actuaciones estelares de Karla Monroig, Ximena Duque, Pedro Moreno y el primer actor Daniel Lugo; además de la actuación especial de Gaby Espino.
Fue una versión libre de la telenovela venezolana María María, escrita por el venezolano Humberto "Kico" Olivieri. Fue dirigida por David Posada y Danny Gaviria; con Jairo Arcila como Productor General y Aurelio Valcárcel Carroll como productor ejecutivo. La telenovela fue producida en los Estudios de Telemundo en Miami. Telemundo empezó a emitirla el 20 de octubre de 2008 en sustitución de El juramento y finalizó el 16 de julio de 2009, siendo reemplazada por Niños ricos, pobres padres.

## Sinopsis
Mariana Andrade de Montiel es la joven y hermosa presidenta de ANGEL'S, la aerolínea para ejecutivos fundada por su padre. Mariana es una empresaria muy hábil, astuta y sagaz, pero su vida sentimental es completamente distinta, pues no ha sabido proteger lo que más quiere en el mundo: su propio matrimonio.
Desde que conoció a Daniel Montiel, se enamoró perdidamente del apuesto y brillante arquitecto, con quien sostuvo un apasionado noviazgo que dio como resultado a la hermosa Adrianita, una bebé que ninguno de los dos esperaba y la razón para acelerar un matrimonio que salvaguardara el apellido de la prestigiosa familia Andrade.
El matrimonio en sus primeros años fue feliz, pero aunque Mariana se convirtió en el amor de la vida de Daniel, esta no supo dedicarse a su matrimonio, y debido a esto se fue deteriorando la relación con su marido, lo que dejó a Daniel herido y triste. Esta oportunidad la aprovechó Sara Andrade, la bella y envidiosa prima de Mariana, que logró convertirse en la amante de Daniel. La ambición desmedida de Sara la llevó a formar parte de la mafia de Ricky Montana, el capo más peligroso de la ciudad de Los Ángeles. Mariana logra descubrir los fraudes de su prima al usar la empresa familiar para lavar dinero. Cuando se reúnen las pruebas necesarias para demostrarlo, Sara se da cuenta a tiempo y le pide ayuda a su peligroso socio.
Montana, como una manera de probar la lealtad de su agente, le asigna a Ana Lucía "Analía" Moncada, a quien ha estado intentando convertir en su amante sin éxito, la misión de borrar del mapa a Mariana. Entristecida, Analía se ve en la obligación de aceptar la misión, pues debe eliminar cualquier pista que acerque al capo a su verdadera situación; en realidad Analía es una infiltrada de la policía en la organización de Montana que pretende entregarlo a las autoridades y vengar la muerte de su novio, asesinado por celos por el propio Montana.
El día de su aniversario, Mariana descubre la infidelidad de su marido; en un arrebato de dolor, deja la fiesta para encontrarse de cara a la muerte; Analía sube a su coche para supuestamente asesinarla, pero el estado de Mariana las lleva a ser víctimas de un accidente que deja a Mariana gravemente herida y desfigurada, pero todos creen que ha muerto. 
El doctor Armando Rivera y su asistente, Roberto, la encuentran y deciden reconstruir su rostro usando un procedimiento experimental de clonación aun sin estar aprobado por la ley. Sin embargo, los problemas llegan porque la foto y la tarjeta identidad que encuentran cerca del accidente no son de Mariana, sino los de Analía; el doctor Armando Rivera reconstruye por error el rostro de Mariana con los rasgos de Analía. Mariana, debido al fuerte trauma, pierde la memoria completamente.
Pasados unos años, Mariana (con el rostro y la identidad de Analía) ve que los esfuerzos por recuperar la memoria son totalmente infructuosos y decide salir al mundo para intentar recuperar su vida sin saber que el destino le tiene preparada una sorpresa: reencontrarse con su familia y su esposo; entre ellos dos resurge aquel gran amor que jamás murió. Poco después, el Dr. Rivera descubrirá su error al comparar las muestras de sangre de ambas mujeres y tratará de enmendarlo.
Pasado el tiempo, cuando Mariana y Daniel, están a punto de volver a casarse y "Ana" comienza a trabajar en la empresa, Sara logra culparla por la supuesta muerte de Mariana al mostrar una foto donde Analía le apunta con un arma en el automóvil del accidente. Con esto logra que Mariana sea enviada a la cárcel, donde la policía hace todo lo posible por incorporarla nuevamente a su labor como agente encubierta y es nuevamente entrenada para infiltrarse en un operativo de Ricky Montana. Por otro lado, Yoya, el ama de llaves de la familia, es asesinada por Carmen Andrade, la cruel madre de Mariana, que en realidad no es su madre, ya que fingió un embarazo y después la robó para que su marido no se divorciara de ella.
Entonces ocurre lo inesperado, pues Roberto descubre un lugar secreto donde el doctor ha tenido escondida a una mujer durante años: la verdadera Analía, que se fuga y lograr llegar a la policía, la cual corrobora que hay dos mujeres con el mismo rostro.
Entre tanto, Daniel y Sara, son citados por Montana en las afueras de la ciudad, donde logra separarlos; él es llevado a una bodega donde es brutalmente golpeado por los hombres de Montana, pero afortunadamente logra escapar. Para vengarse de Sara, Ricky la encierra en un automóvil al que prende fuego y la quema viva. René, tío de Sara, la ayuda a salir de allí y la lleva a la clínica, donde le muestran que tiene media cara quemada y los dos brazos. Sara secuestra a Roberto para que le reconstruya el rostro y los brazos; tras varios errores y conflictos con él, finalmente lo logra. Por su parte, Mariana y Analía continúan con la operación encubierta; al luchar contra Ricky, este queda inválido y tuerto, pero logra herir a Analía, que se debate entre la vida y la muerte.
Por otro lado, Carmen ha conseguido escapar del país con ayuda del abogado de Ricky Montana, pero vuelve para vengarse de Mariana. Para esto, secuestra a la pequeña Adriana, pero afortunadamente Daniel la alcanza y logra rescatar ilesa a su hija. Carmen es internada en una clínica psiquiátrica de por vida y asesinada por los demás reclusos.
Posteriormente, Sara reaparece en la compañía exigiendo su puesto de presidenta. Sin embargo, en la reunión para la reelección, gana Mariana lo que enoja a su prima Sara. Mariana nota que el rostro de Sara empieza a envejecer y se lo dice. Escandalizada, Sara sale corriendo al baño a ocultarse, pero al cabo de un rato vuelve con un arma y se lleva a Mariana y a Daniel como rehenes y los obliga a subir a su automóvil.
Daniel, que va al volante, acelera para asustar a Sara y Mariana logra arrebatarle el arma. En ese instante él frena y Sara queda aturdida el tiempo justo para que la pareja salga huyendo. Furiosa, Sara les dice que ahí no termina todo, y vuelve a subir al automóvil con la intención de suicidarse en el mismo lugar del accidente de Mariana, cosa que hace. 
Analía es tratada por el doctor Rivera, pero quiere realizar un cambio importante en su vida. Mariana y Daniel vuelven a casarse.
Al final Daniel, Mariana (que está embarazada) y Adriana van de paseo por un muelle. Mariana les dice que se adelanten, ya que olvidó unas vitaminas para el embarazo en su automóvil. En ese momento, llega Analía en un automóvil rojo junto a un hombre, y Mariana se sorprende al verla, ya que Analía ahora tiene el rostro de Mariana en lugar de su propio rostro. Las dos se sonríen al ver que cada una alcanzó la felicidad con el rostro de la otra.

## Elenco
- Elizabeth Gutiérrez - Ana Lucía "Analía" Moncada / Mariana Andrade Palacios de Montiel
- Martín Karpan - Daniel Montiel Salazar
- Maritza Rodríguez - Sara Andrade Rodríguez
- Gaby Espino - Mariana Andrade Palacios de Montiel / Ana Lucía "Analía" Moncada
- Gabriel Porras - Ricardo "Ricky" Montana
- Karla Monroig - Isabel Martínez
- Ximena Duque - Camila Moncada
- Zully Montero - Carmen Rodríguez de Andrade "La Griega"
- Andrea Martínez - Adriana Salazar de Montiel
- Elluz Peraza - Olga Palacios
- Flavio Caballero - Capitán Nelson Lares
- Flor Núñez - Agustina Moncada
- Daniel Lugo - Dr. Armando Rivera
- Chela Arias - Yoya
- Daniela Nieves - Jimena Montiel
- Germán Barrios - Ernesto Andrade
- Jorge Consejo - Roberto
- Andrés García Jr. - Padre Benito
- José Guillermo Cortines - Mauricio Montiel
- Pedro Moreno - Cristobal Colón
- Álvaro Ruiz - Nieves
- Gustavo Franco - René Solás
- Víctor Corona - Alfonso Romero "Chino"
- Ana Gabriela Barboza - Vicky
- Zuleyka Andrade - Cecilia Salas
- Roxana Peña - Margarita
- Carlos Garín - Capitán Delgado
- Michelle Jones - Lupe
- Alba Raquel Barros - Dionisia Valdéz
- Diana Franco - subdirector(a) joller
- Evelyn Santos - Marlene
- Alejandro Chabán - Miguel Andrade Palacios
- Angie Russian - Jazmín
- Manolo Coego - Celestino "El gordo"
- Camacho Mors
- Raúl Duran - Vallejos
- William Colmenares - Detective Brown
- Andrés Mistage - Mandela
- Miriam Henríquez - Pamela Duarte
- Guadalupe Hernandes - Asunta
- Alcira Gil - Antonia Valdéz
- Raúl Izaguirre - Aguirre
- Ezequiel Montalt - Gino
- Sandra Arana - rogelia
- Jacqueline Márquez - Chanicua Johnson Duarte-Westfalia

## Similitudes y diferencias con la telenovelaMaría María
Algunos observadores sostienen que la novela El rostro de Analía es una nueva versión, aunque no un remake, de la telenovela venezolana María María, realizada en 1990 por la productora Marte Televisión, aunque no parece exacto y probable tal afirmación, ya que el único elemento que se mantiene de la novela María María, del mismo autor, es el hecho de que a la protagonista le cambian el rostro después de un accidente automovilístico, por lo demás es una historia con personajes y una trama absolutamente diferente, nueva y original.